# Густав Кирхоф
Густав Роберт Кирхоф (на немски: Gustav Robert Kirchhoff) е германски физик, със съществен принос в теориите на електрическите вериги, спектроскопията, излъчването на абсолютно черното тяло. Именно той въвежда термина „абсолютно черно тяло“.

## Биография
Кирхоф е роден в Кьонигсберг, Източна Прусия. Завършва Кьонигсбергския университет през 1847 г., където посещава математико-физичните семинари на Франц Нойман и Фридрих Юлиус Рихелот. Оженва се за дъщерята на Рихелот, Клара. В същата година се премества да живее в Берлин, преди да получи професорско място в Бреслау (Вроцлав).
Още като студент през 1845 година Кирхоф формулира законите, носещи днес неговото име, залегнали в основата на електротехниката. Това му изследване по-късно служи за основа на докторската му дисертация. През 1859 г. формулира и условието за равновесие на излъчването на абсолютно черно тяло, за което дава доказателство през 1861 г. От 1854 г. работи в Хайделберг, където с Роберт Бунзен работи в областта на спектроскопията. През 1861 г. Кирхоф и Бунзен, изследвайки спектъра на Слънцето, откриват химичните елементи цезий и рубидий. Кирхоф организира в Хайделберг математико-физични семинари, подобни на Ноймановите, съвместно с математика Лео Кьонигсбергер. Сред участниците в тях са Артур Шустер и София Ковалевска. През 1875 г. Кирхоф оглавява първата катедра по теоретична физика в Берлин.
Проблемите, поставени от спектралния анализ, стават основа на изследванията на физиците в началото на XX век, довели до създаването на квантовата теория.
След смъртта си през 1887 г. Кирхоф е погребан в гробището Св. Матеус Кирхоф край Берлин, недалеко от братя Грим и Леополд Кронекер.